# Boss (Lil Pump)
Boss è un singolo del rapper statunitense Lil Pump, inizialmente pubblicato come un brano indipendente il 19 aprile 2017, sulla piattaforma online SoundCloud, poi divenuto singolo il 6 giugno 2017 per l'album di debutto in studio Lil Pump.
La canzone ha raggiunto la posizione numero 40 della classifica Hot R&B/Hip-Hop Songs statunitense ed è stata certificata platino dalla Recording Industry Association of America.

## Tracce
1. Boss – 1:46 (testo: Gazzy Garcia, Sebastian Baldeon – musica: Diablo)

## Classifiche
| Classifica (2017)                            | Posizione massima |
| -------------------------------------------- | ----------------- |
| Canada                                       | 93                |
| Stati Uniti (Bubbling Under Hot 100 Singles) | 1                 |
| Stati Uniti (Hot R&B/Hip-Hop Songs)          | 40                |